# Małomice
Małomice (německy Mallmitz) je město v Polsku v Lubušském vojvodství v okrese Zaháň. Je centrem stejnojmenné městsko-vesnické gminy. Leží nad řekou Bobr, v oblasti Dolnoslezských borů. V roce 2021 zde žilo 3 467 obyvatel.